# جوائز الفيفا للأفضل كرويا 2022
جوائز الفيفا للأفضل كرويًا 2022 هو الحفل السابع لجائزة الأفضل المقدمة من طرف الفيفا. سيقام الحفل في 27 فبراير 2023 في باريس في فرنسا.

## المرشحون

### جائزة الفيفا لأفضل لاعب
| الترتيب          | اللاعب            | الأندية                           | المنتخب          | النقاط           |
| القائمة النهائية | القائمة النهائية  | القائمة النهائية                  | القائمة النهائية | القائمة النهائية |
| ---------------- | ----------------- | --------------------------------- | ---------------- | ---------------- |
| 1                | ليونيل ميسي       | باريس سان جيرمان                  | الأرجنتين        | 52               |
| 2                | كيليان مبابي      | باريس سان جيرمان                  | فرنسا            | 44               |
| 3                | كريم بنزيما       | ريال مدريد                        | فرنسا            | 34               |
| بقية المرشحين    |                   |                                   |                  |                  |
| 4                | لوكا مودريتش      | ريال مدريد                        | كرواتيا          | 28               |
| 5                | آرلينغ هالاند     | - بوروسيا دورتموند - مانشستر سيتي | النرويج          | 24               |
| 6                | ساديو ماني        | - ليفربول - بايرن ميونخ           | السنغال          | 19               |
| 7                | جوليان ألفاريز    | - ريفر بليت - مانشستر سيتي        | الأرجنتين        | 17               |
| 8                | أشرف حكيمي        | باريس سان جيرمان                  | المغرب           | 15               |
| 9                | نيمار             | باريس سان جيرمان                  | البرازيل         | 13               |
| 10               | كيفن دي بروين     | مانشستر سيتي                      | بلجيكا           | 10               |
| 11               | فينيسيوس جونيور   | ريال مدريد                        | البرازيل         | 10               |
| 12               | روبرت ليفاندوفسكي | - بايرن ميونخ - برشلونة           | بولندا           | 7                |
| 13               | جود بيلينغهام     | بوروسيا دورتموند                  | إنجلترا          | 3                |
| 14               | محمد صلاح         | ليفربول                           | مصر              | 2                |

### جائزة الفيفا لأفضل حارس
| اللاعب             | الأندية          | المنتخب          |                  |                  |
| القائمة النهائية   | القائمة النهائية | القائمة النهائية | القائمة النهائية | القائمة النهائية |
| ------------------ | ---------------- | ---------------- | ---------------- | ---------------- |
| ياسين بونو         | إشبيلية          | المغرب           |                  |                  |
| تيبو كورتوا        | ريال مدريد       | بلجيكا           |                  |                  |
| إيميليانو مارتينيز | أستون فيلا       | الأرجنتين        |                  |                  |
| بقية المرشحين      |                  |                  |                  |                  |
| أليسون             | ليفربول          | البرازيل         |                  |                  |
| إيدرسون            | مانشستر سيتي     | البرازيل         |                  |                  |

### جائزة الفيفا لأفضل مدرب
| المدرب          | الفرق             |                 |                 |                 |
| القائمة النهاية | القائمة النهاية   | القائمة النهاية | القائمة النهاية | القائمة النهاية |
| --------------- | ----------------- | --------------- | --------------- | --------------- |
| كارلو أنشيلوتي  | ريال مدريد        |                 |                 |                 |
| بيب غوارديولا   | مانشستر سيتي      |                 |                 |                 |
| ليونيل سكالوني  | الأرجنتين         |                 |                 |                 |
| بقية المرشحين   |                   |                 |                 |                 |
| ديدييه ديشامب   | فرنسا             |                 |                 |                 |
| وليد الركراكي   | - الوداد - المغرب |                 |                 |                 |

### جائزة الفيفا لأفضل لاعبة
| اللاعبة         | الأندية                          | المنتخب          |                 |                 |
| القائمة النهاية | القائمة النهاية                  | القائمة النهاية  | القائمة النهاية | القائمة النهاية |
| --------------- | -------------------------------- | ---------------- | --------------- | --------------- |
| بيث ميد         | أرسنال                           | إنجلترا          |                 |                 |
| أليكس مورغان    | - أورلاندو برايد - سان دييغو ويف | الولايات المتحدة |                 |                 |
| أليكسيا بوتياس  | برشلونة                          | إسبانيا          |                 |                 |
| بقية المرشحات   |                                  |                  |                 |                 |
| ايتانا بونماتي  | برشلونة                          | إسبانيا          |                 |                 |
| ديبينيا         | نورث كارولاينا كوريج             | البرازيل         |                 |                 |
| جيسي فليمينغ    | تشيلسي                           | كندا             |                 |                 |
| آدا هيغربرغ     | ليون                             | النرويج          |                 |                 |
| سامانثا كر      | تشيلسي                           | أستراليا         |                 |                 |
| فيفيان ميديما   | أرسنال                           | هولندا           |                 |                 |
| لينا أوبردورف   | فولفسبورغ                        | ألمانيا          |                 |                 |
| أليكساندرا بوب  | فولفسبورغ                        | ألمانيا          |                 |                 |
| ويندي رينار     | ليون                             | فرنسا            |                 |                 |
| كيرا والش       | - مانشستر سيتي - برشلونة         | إنجلترا          |                 |                 |
| ليا ويليامسون   | أرسنال                           | إنجلترا          |                 |                 |

### جائزة الفيفا لأفضل حارسة
| اللاعبة          | الأندية                          | المنتخب          |                  |                  |
| القائمة النهائية | القائمة النهائية                 | القائمة النهائية | القائمة النهائية | القائمة النهائية |
| ---------------- | -------------------------------- | ---------------- | ---------------- | ---------------- |
| آن كاترين بيرغر  | تشيلسي                           | ألمانيا          |                  |                  |
| ماري إيربس       | مانشستر يونايتد                  | إنجلترا          |                  |                  |
| كريستيان إندلر   | ليون                             | تشيلي            |                  |                  |
| بقية المرشحات    |                                  |                  |                  |                  |
| ميرل فرومس       | - آينتراخت فرانكفورت - فولفسبورغ | ألمانيا          |                  |                  |
| أليسا نايير      | شيكاغو رد ستارز                  | الولايات المتحدة |                  |                  |
| ساندرا بانوس     | برشلونة                          | إسبانيا          |                  |                  |

### جائزة الفيفا لأفضل مدربة
| المدربة              | الفرق            |                  |                  |                  |
| القائمة النهائية     | القائمة النهائية | القائمة النهائية | القائمة النهائية | القائمة النهائية |
| -------------------- | ---------------- | ---------------- | ---------------- | ---------------- |
| صونيا بومباستور      | ليون             |                  |                  |                  |
| بيا سوندهاجه         | البرازيل         |                  |                  |                  |
| سارينا ويجمان        | إنجلترا          |                  |                  |                  |
| بقية المرشحات        |                  |                  |                  |                  |
| مارتينا فوس-تكلنبورغ | ألمانيا          |                  |                  |                  |
| إيما هايز            | تشيلسي           |                  |                  |                  |
| بيف بريستمان         | كندا             |                  |                  |                  |

### جائزة بوشكاش
| اللاعب(ة)                 | المباراة                        | المنافسة                          | التاريخ          |
| القائمة النهائية          | القائمة النهائية                | القائمة النهائية                  | القائمة النهائية |
| ------------------------- | ------------------------------- | --------------------------------- | ---------------- |
| مارسين أولكسي             | وارتا بوزنان – Stal Rzeszów     | 2022 PZU Amp Futbol Ekstraklasa   | 6 نوفمبر 2022    |
| ديميتري باييت             | مارسيليا – باوك                 | دوري المؤتمر الأوروبي 2021–22     | 7 أبريل 2022     |
| ريتشارليسون               | البرازيل – صربيا                | كأس العالم 2022                   | 24 نوفمبر 2022   |
| بقية المرشحين             |                                 |                                   |                  |
| ماريو بالوتيلي            | أضنة دمير سبور – جوزتيبي        | الدوري التركي الممتاز 2021–22     | 22 مايو 2022     |
| فرانسيسكو غونزاليس ميتيلي | روزاريو سنترال – سنترال قرطبة   | الدوري الأرجنتيني 2022            | 1 أغسطس 2022     |
| أماندين هنري              | برشلونة – ليون                  | دوري أبطال أوروبا للسيدات 2021–22 | 21 مايو 2022     |
| تيو هرنانديز              | ميلان – أتالانتا                | الدوري الإيطالي 2021–22           | 15 مايو 2022     |
| آلو كول                   | العراق تحت 23 – أستراليا تحت 23 | كأس آسيا تحت 23 سنة 2022          | 4 يونيو 2022     |
| كيليان مبابي              | الأرجنتين – فرنسا               | كأس العالم 2022                   | 18 ديسمبر 2022   |
| سلمى برايويلو             | برشلونة – فياريال               | الدوري الإسباني للسيدات 2021–22   | 2 أبريل 2022     |
| أليسيا روسو               | إنجلترا – السويد                | بطولة أمم أوروبا للسيدات 2022     | 26 يوليو 2022    |